# Zettai Kareshi
Zettai Kareshi (japonès: 絶対彼氏, lit. 'xicot absolut') és un manga que consta de sis volums escrits i dibuixats per Yuu Watase.

## Argument
La història gira al voltant del personatge principal, Riiko Izawa, una estudiant de preparatòria japonesa, que viu sola al seu apartament mentre els seus pares treballen. Constantment es preocupa per les seves qualificacions i la seva vida amorosa, inexistent a principi de la sèrie.
Un dia, Riiko decideix confessar els seus sentiments a Ishizeki, un estudiant que li agrada des de fa temps. Però, per a decepció de Riiko, la rebutja perquè estima una altra noia.
Camí cap a casa, troba un telèfon mòbil perdut en un parc. Quan respon el telèfon, troba el seu amo, Gaku Namikiri —un excèntric venedor de la companyia «Kronos Heaven». Li demana si Riiko desitjaria alguna cosa a canvi en agraïment per haver-li tornat el telèfon. Àdhuc deprimida pel rebuig d'Ishizeki, li demana un nuvi. Gaku li dona l'adreça del lloc d'internet de Kronos Heaven.
Visita el lloc i descobreix que existeixen els "Lover Models" de pagament. Però, com que no pot comprar el model, decideix prendre un període de prova per tres dies. L'endemà, el nou model "Nightly Sèries 01" arriba a la seva casa en un paquet. Riiko li posa per nom Night. Després del període de prova, deixar anar a Night es torna més difícil del que s'havia pensat.
El manga explica les complicacions que Riiko experimenta en la seva relació amb Night i altres personatges, incloent-hi Soushi, el seu amic de la infància.

## Personatges
- Riiko Izawa: Setze anys, 1,61 m. Els seus pares mai estan en casa per motius de treball. Riiko viu sola en l'apartament veí al de Soushi i el seu germà menor Masaki. Al principi de la sèrie, hi ha moltes burles sobre com és de plana Riiko (32-AA)

- Night Tenjou: (Nightly 01) Edat desconeguda, 1,82 m. Després de ser comprat per Riiko, és activat quan aquesta ho besa. Després d'això, es converteix permanentment en el seu nuvi i té gairebé un amor no correspost per ella. Gaku Namikiri li inventa el cognom Tenjou perquè pugui entrar a l'escola. Les seves qualificacions són perfectes, és extremadament atlètic, parla alemany, anglès, francès i molts altres idiomes amb fluïdesa i és estimat per totes les noies de l'escola.

- Soushi Asamoto: Setze anys, 1,78 m. Soushi és l'amic de la infància de Riiko; prometé als seus pares de cuidar-la mentre ells no estaven. Viu amb si germà menor, Masaki. Com Night, Soushi és extremadament astut i atlètic. Ha estat enamorat secretament de Riiko des de cap a molt temps, però li era difícil admetre-ho.

- Gaku Namikiri (Gaku-san): Vint-i-cinc anys, 1,84 m. És un venedor que treballa per a la companyia Kronos Heaven, ofereix a Riiko vendre-li el que sigui, i ella li demana un nuvi. No li importa molt els diners i sempre es queixa de les problemàtiques que són les dones. Per la seva roba estranya (que en realitat és el seu uniforme de treball), quan Riiko el coneix li pregunta si fa Cosplay.